# Wilhelm Miklas
Wilhelm Miklas, född 15 oktober 1872 i Krems an der Donau, död 20 mars 1956 i Wien, var en österrikisk politiker och Österrikes förbundspresident 1928–38.
Miklas var 1907–1918 kristligt-social ledamot av deputeradekammaren, 1919 ledamot av den konstituerande nationalförsamlingen, 1919–1920 understatssekreterare i kulturministeriet och 1923–1928 president i nationalrådet. Miklas efterträdde 1928 Michael Hainisch som förbundspresident och omvaldes för perioden 1932–1934. Han tillhörde det konservativa  Kristligt-sociala partiet och stödde Engelbert Dollfuss och Kurt von Schuschniggs diktatoriska styrelse men vägrade i det längsta att ge efter för tyska påtryckningar att utse nazisten Arthur Seyss-Inquart till förbundskansler. Han tvingades dock att ge vika i samband med Anschluss 1938, efter vilket han berövades presidentmakten på order av Heinrich Himmler.